# Énergie dans l'Indre
Le secteur de l'énergie dans le département de l'Indre concerne principalement l'électricité et le gaz naturel. Les réseaux d’électricité et de gaz sont divisés en trois parties : la production, le transport et la distribution.
Le réseau d'électricité dans l'Indre :
- on compte des producteurs d'énergies renouvelables (éoliennes, hydrauliques et photovoltaïques) ;
- un réseau de transport exploité et appartenant à RTE ;
- un réseau de distribution exploité par Enedis et appartenant au syndicat départemental d'énergies de l'Indre.

Le réseau de gaz naturel dans l'Indre :
- un réseau de transport exploité et appartenant à NaTran (ancienement GRTgaz) ;
- un réseau de distribution exploité et appartenant à GRDF.

## Énergie électrique

### Production
Au 1er janvier 2025, la capacité de production dans l'Indre en énergie renouvelable est de 736,32 MW.
| Noms                            | Puissance (MW) | Illustration | Total (MW) |
| ------------------------------- | -------------- | ------------ | ---------- |
| Barrage d'Éguzon                | 70.6           |              | 87.9       |
| Barrage de La Roche-au-Moine    | 9.3            |              | 87.9       |
| Barrage de La Roche-Bat-L'Aigue | 8              |              | 87.9       |

| Nombre | Puissance totale (MW) | Illustration |
| ------ | --------------------- | ------------ |
| 139    | 339.8                 |              |

| Types        | Communes d'implantations | Noms de la centrale | Puissances (en MWc) | Nombres | Total (en MWc) |
| ------------ | ------------------------ | ------------------- | ------------------- | ------- | -------------- |
| Sur toitures | X                        | X                   | X                   | 3 647   | 99.44          |
| Au sol       | Argenton-sur-Creuse      | Argenton-sur-Creuse | 0.018               | 18      | 207.53         |
| Au sol       | Baraize                  | Baraize             | 15.58               | 18      | 207.53         |
| Au sol       | Buzançais                | ?                   | ?                   | 18      | 207.53         |
| Au sol       | Chaillac                 | Chaillac 1          | 4.4                 | 18      | 207.53         |
| Au sol       | Chaillac                 | Chaillac 2          | 11                  | 18      | 207.53         |
| Au sol       | Chatillon-sur-Indre      | Chatillon-sur-Indre | 3.71                | 18      | 207.53         |
| Au sol       | La Châtre-Langlin        | Le Bois Comte       | 7                   | 18      | 207.53         |
| Au sol       | Diors                    | Martinerie Nord     | 14.6                | 18      | 207.53         |
| Au sol       | Diors                    | Martinerie Sud      | 14.4                | 18      | 207.53         |
| Au sol       | Gournay                  | Gournay             | 12                  | 18      | 207.53         |
| Au sol       | Issoudun                 | Issoudun            | 7.3                 | 18      | 207.53         |
| Au sol       | Levroux                  | Levroux             | 6                   | 18      | 207.53         |
| Au sol       | Mâron                    | ?                   | ?                   | 18      | 207.53         |
| Au sol       | Montgivray               | Montgivray          | 4.08                | 18      | 207.53         |
| Au sol       | Le Pêchereau             | Le Pêchereau        | 4.99                | 18      | 207.53         |
| Au sol       | Saint-Marcel             | Saint Marcel        | 4.68                | 18      | 207.53         |

Parc photovoltaïque de Chaillac
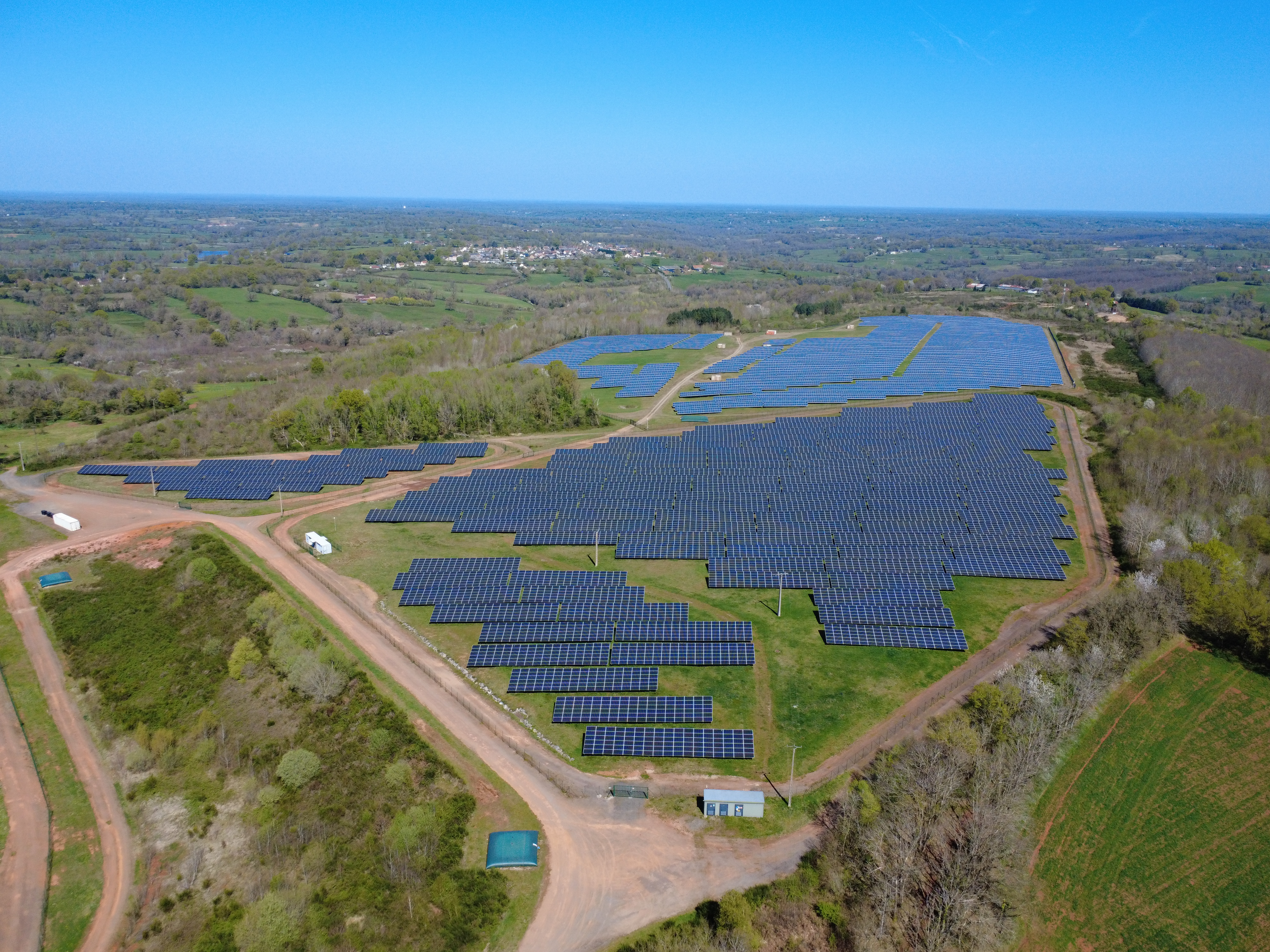
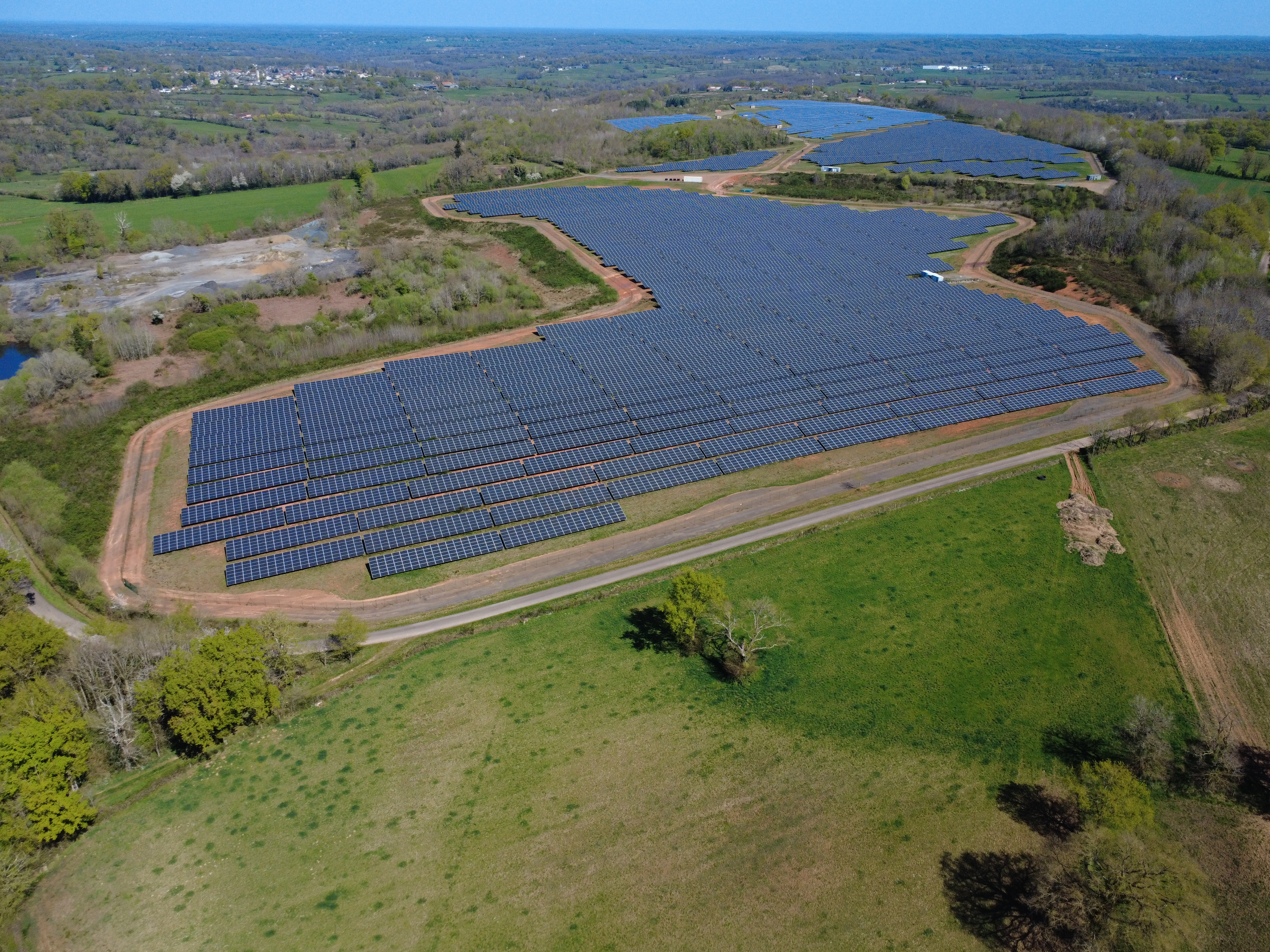
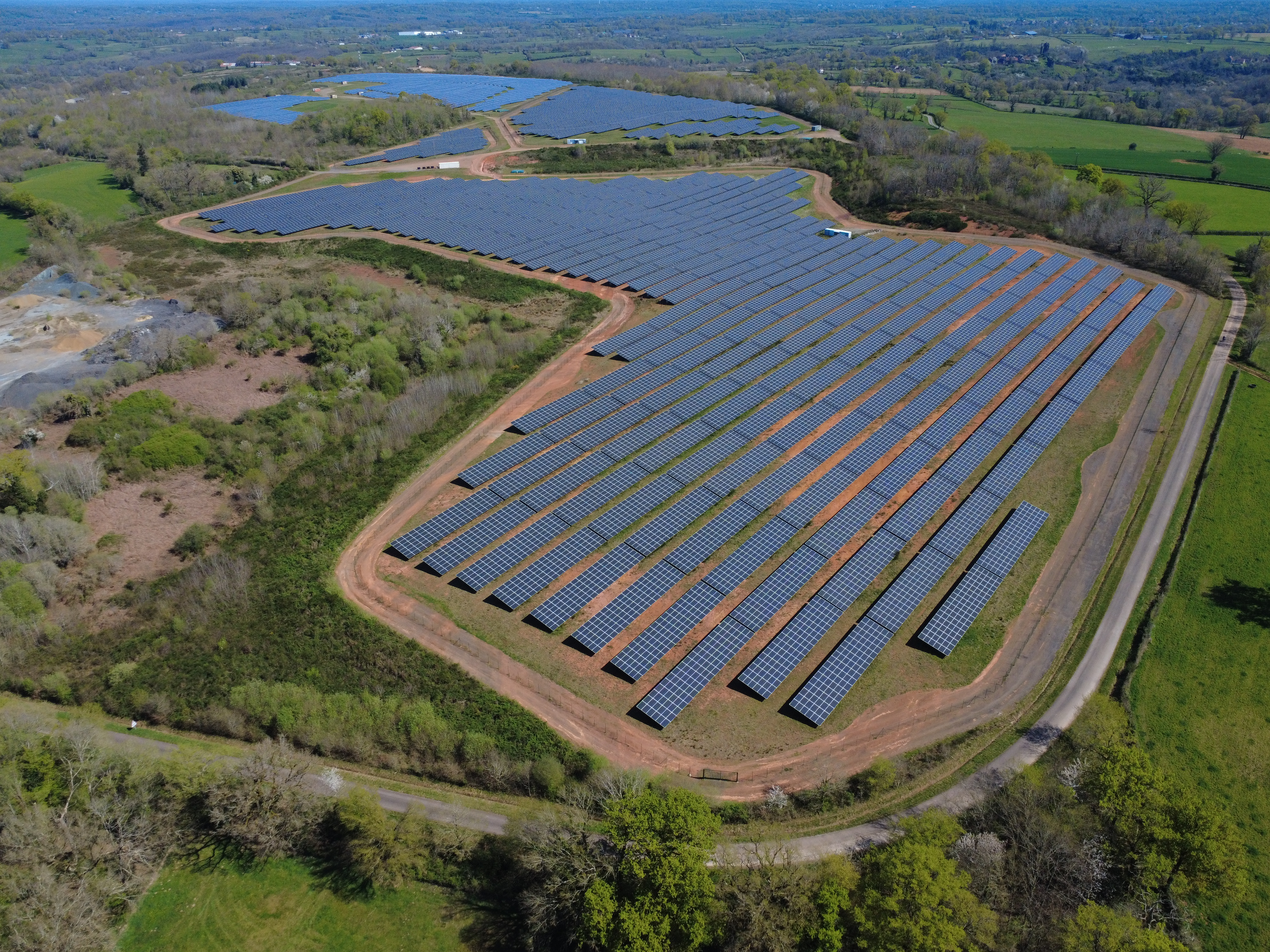

### Transport
Dans l'Indre seuls trois types de tensions sont exploités : 90 kV (33 lignes), 225 kV (11 lignes) et 400 kV (5 lignes),,,,.
Les plus grands postes électriques sont celui d'Éguzon puis Varennes-sur-Fouzon.
Le département dépend du centre de conduite régional Ouest du Réseau de transport d'électricité (Bretagne, Centre-Val de Loire, Pays de la Loire et Poitou-Charentes).
| Poste de transformation | Destination |
| ----------------------- | --- |
| Éguzon                  | Verger Marmagne - Valdivienne - Plaud - Rueyres Le Maureix - Aubusson - Sainte-Feyre - Montluçon - La Mole - L'Orangerie, - Mousseaux - Marmagne - Terres Noires Lachaume - Aigurande - Dun-le-Palestel - Saint-Marcel - Jeu-les-Bois - Barrage d'Éguzon - La Ravelle / Cormelai - Les Vignes |
| Varennes-sur-Fouzon     | Marmagne Levroux - Valençay - Bléré - Reboursin - Selles-sur-Cher - Seigy / Selles-sur-Cher |
| Villement               | Saint-Aoustrille - Mussay - La Genevraie / Mussay - Mousseau / La Lande - Mousseau / Déols |
| Saint-Marcel            | Jeu-les-Bois - Saint-Marcel - Le Madron - Lothiers / Le Madron |
| Laferrande              | Roussines - Chauvigny - Montmorillon - Rosnay |
| Mousseaux               | Marmagne Le Madron |
| Les Vignes              | La Côte - Bonichaud / La Côte |
| Buzançais               | Le Madron - Châtillon-sur-Indre / Loches |

Deux autres ligne 90 000 V existe : Aigurande ⥋ Lachaume et Cormelai ⥋ Roussines.
Légende :
- Ligne 400 000 V
- Ligne 225 000 V
- Ligne 90 000 V

Lignes 400 000 V
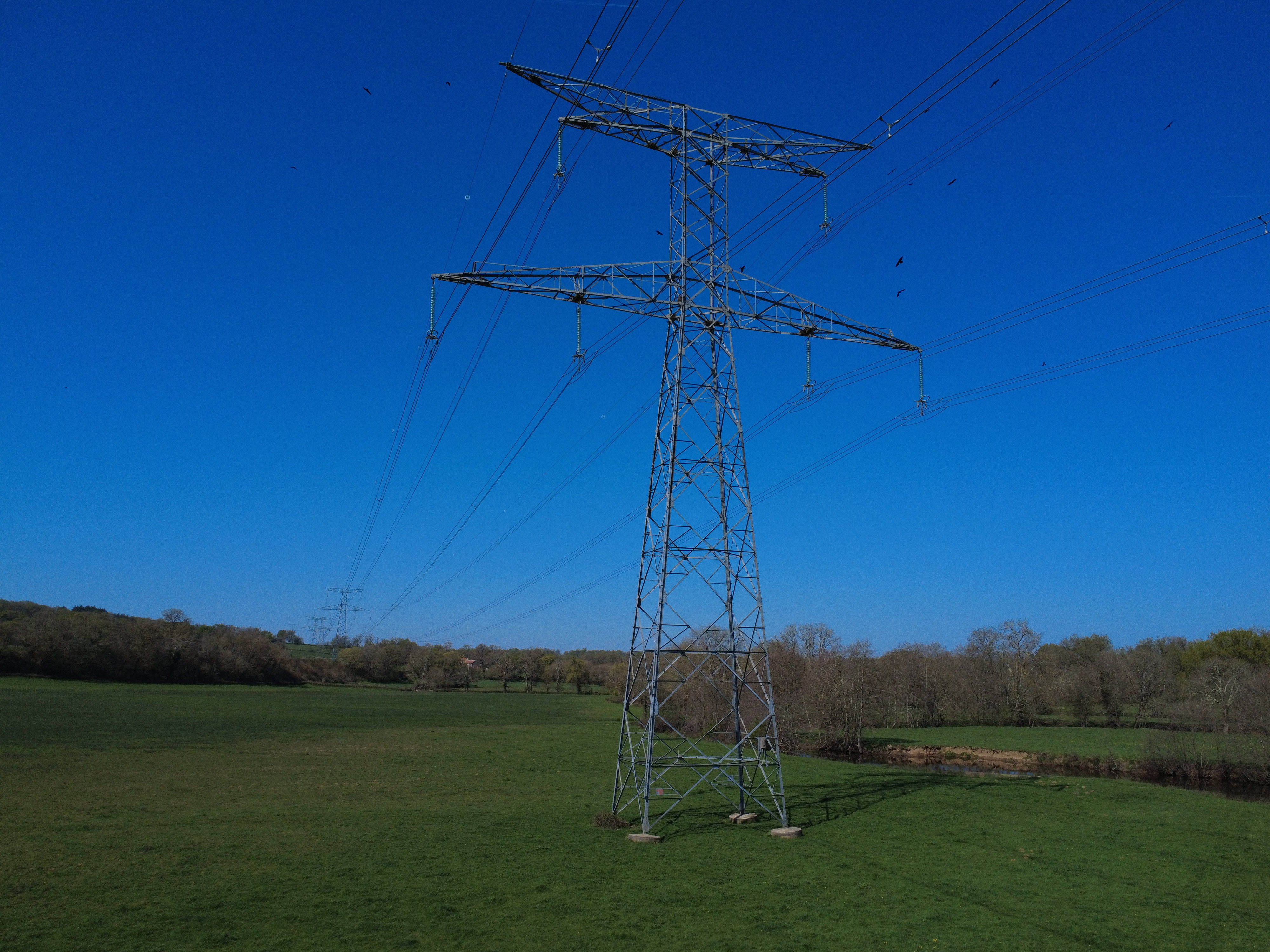
Éguzon ↔ Valdivienne.
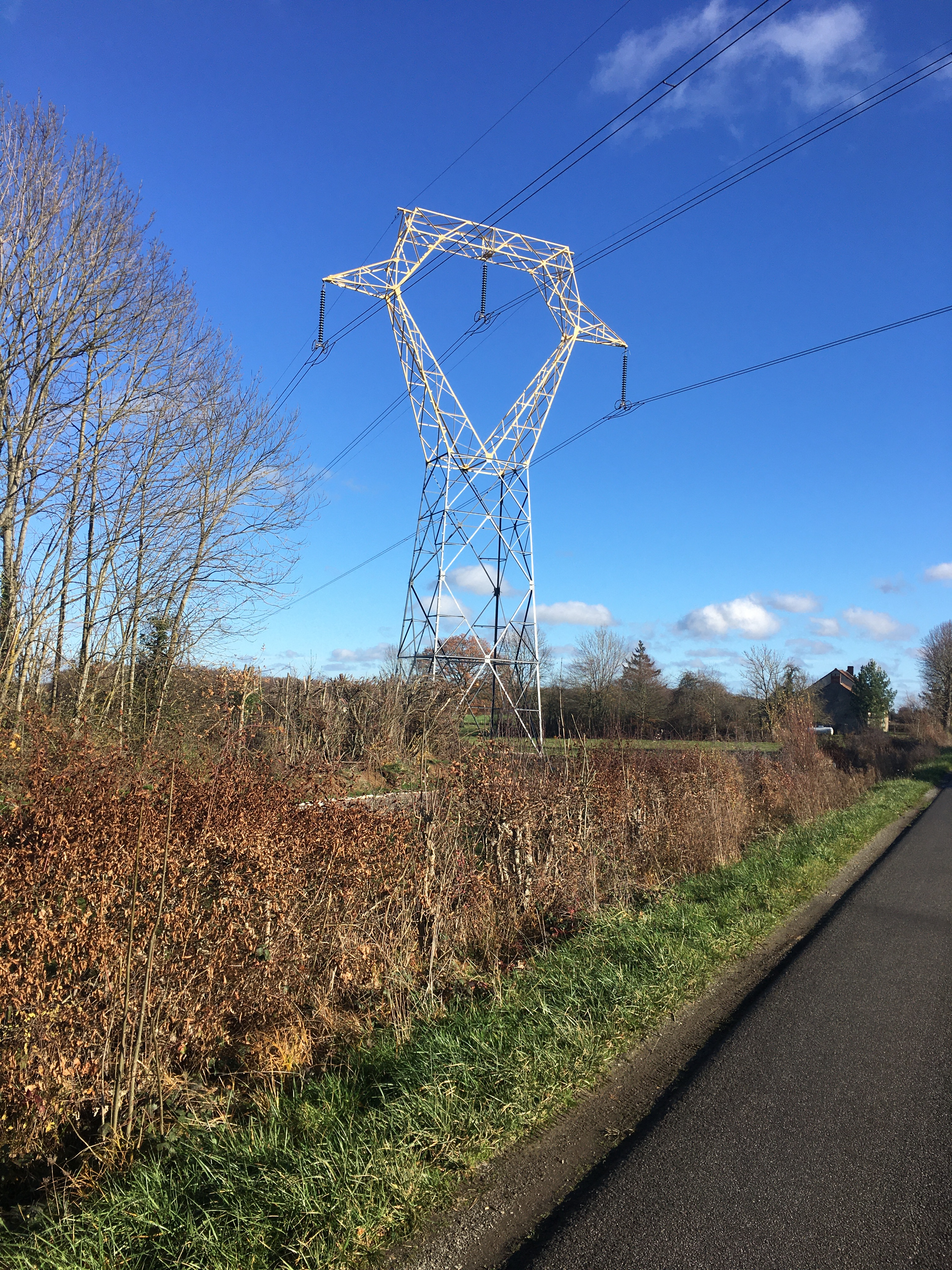
Éguzon ↔ Marmagne.
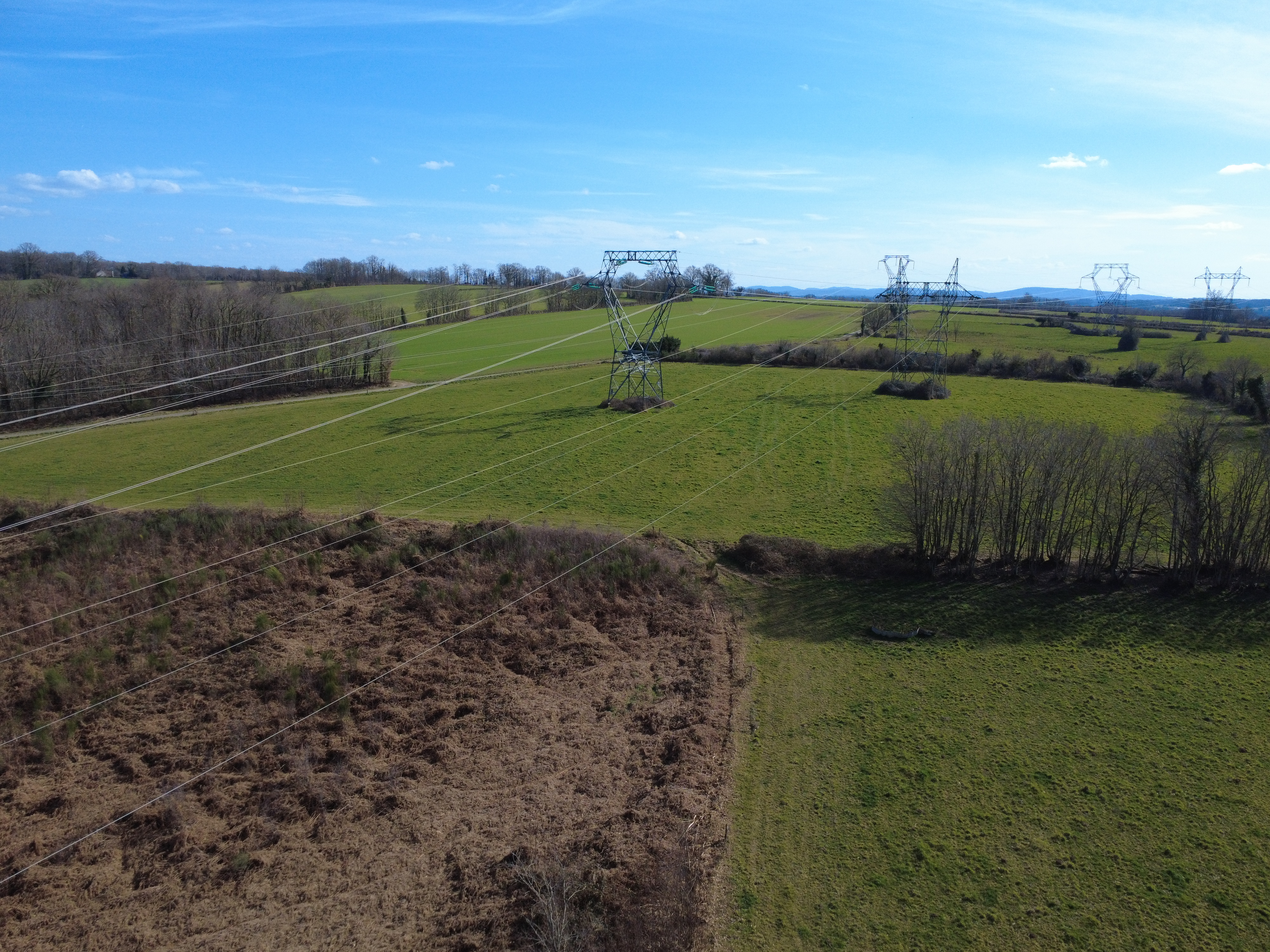
Éguzon ↔ Rueyres.

Lignes 250 000 V
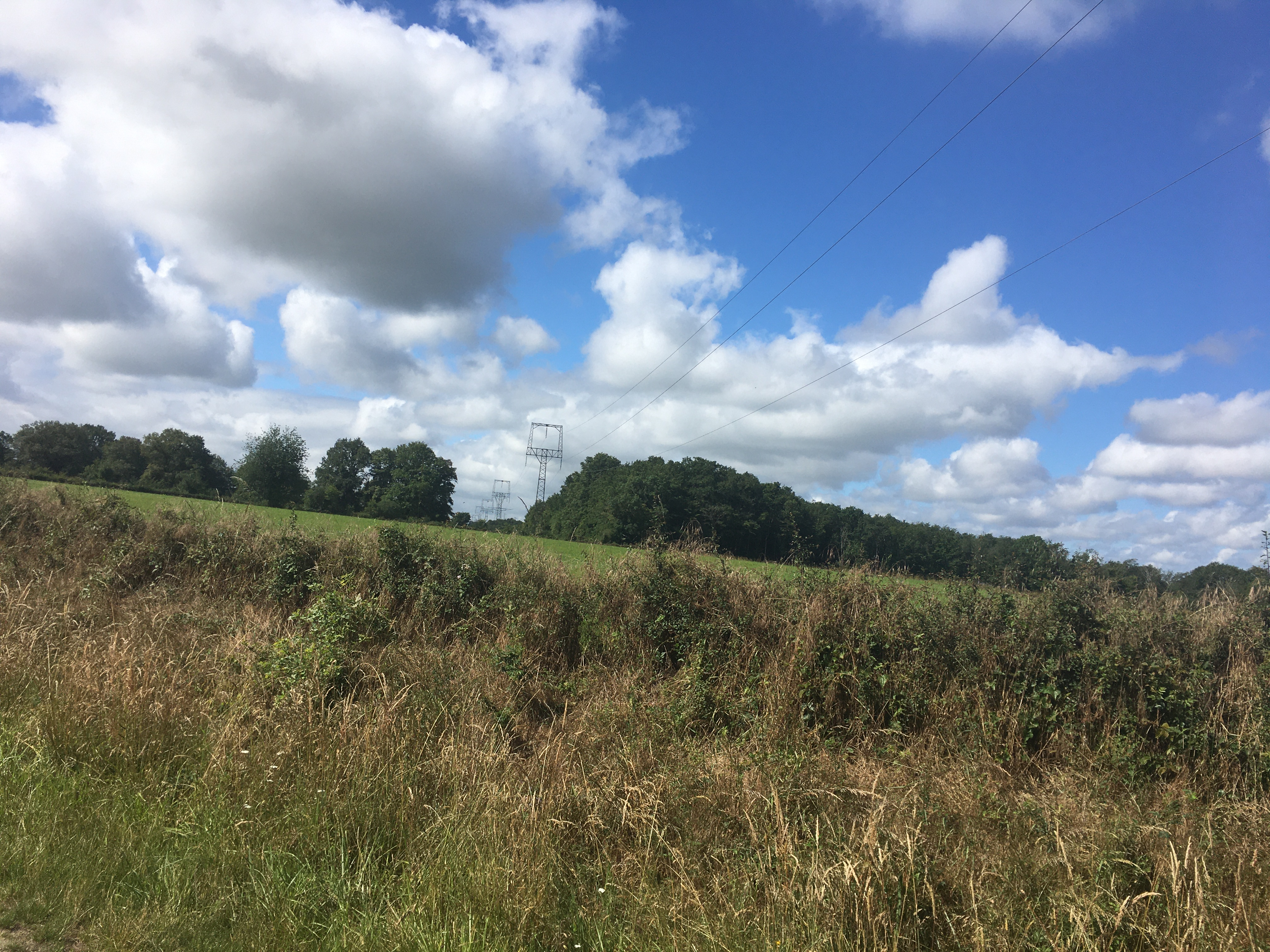
Éguzon ↔ Mousseaux.
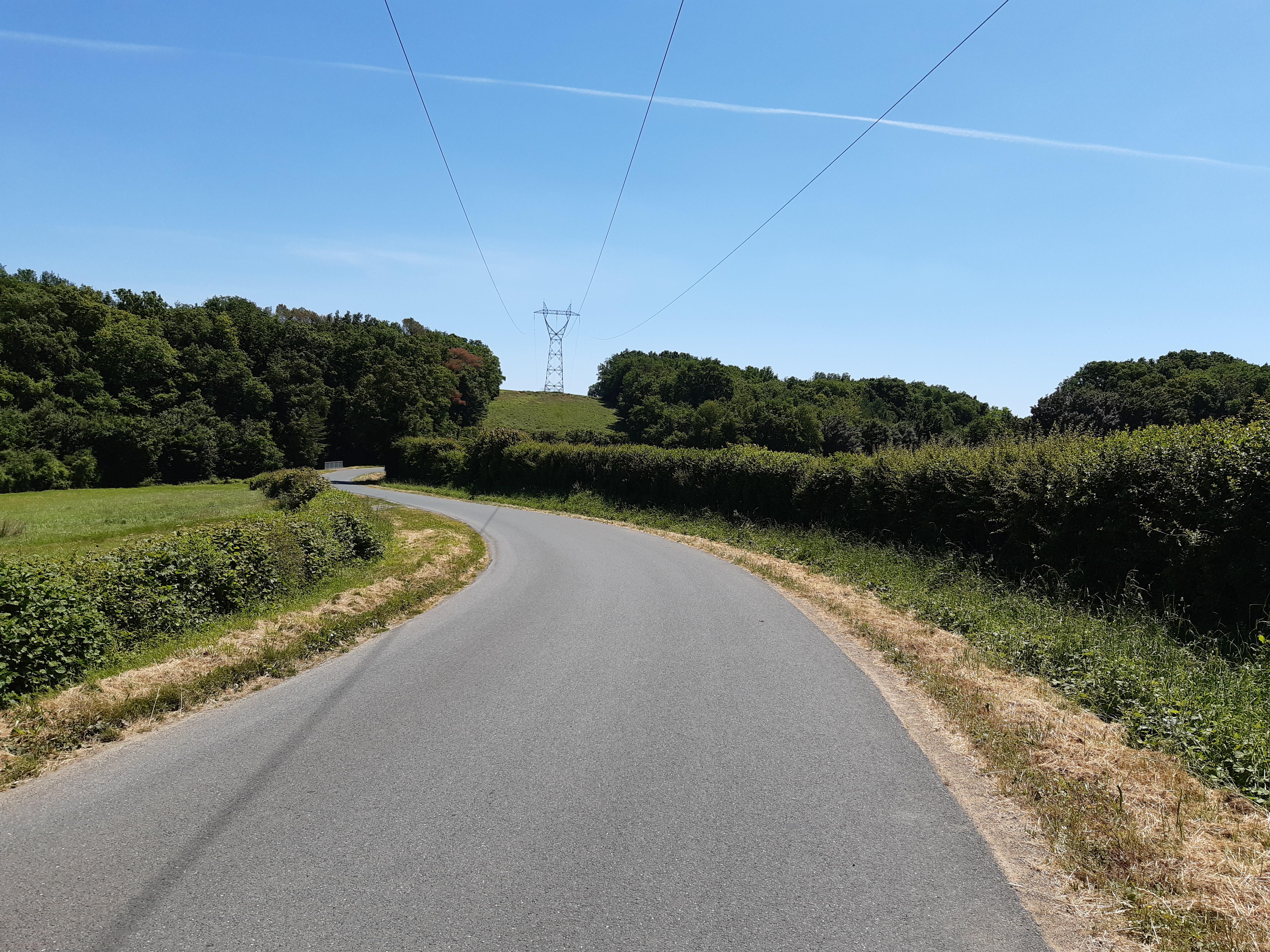
Éguzon ↔ L'Orangerie.
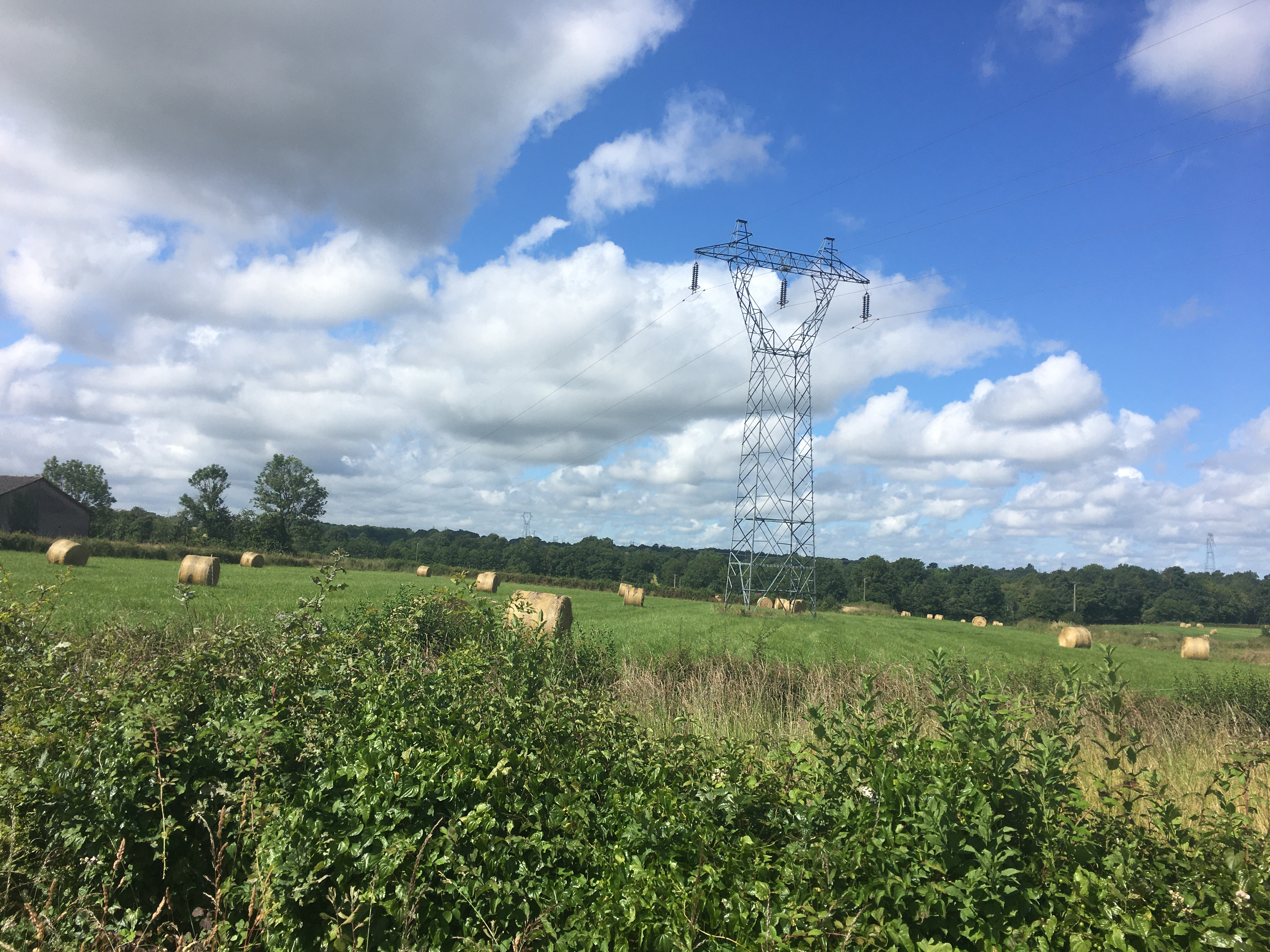
Éguzon ↔ Marmagne.

Lignes 90 000 V
Laferran ↔ Roussines.
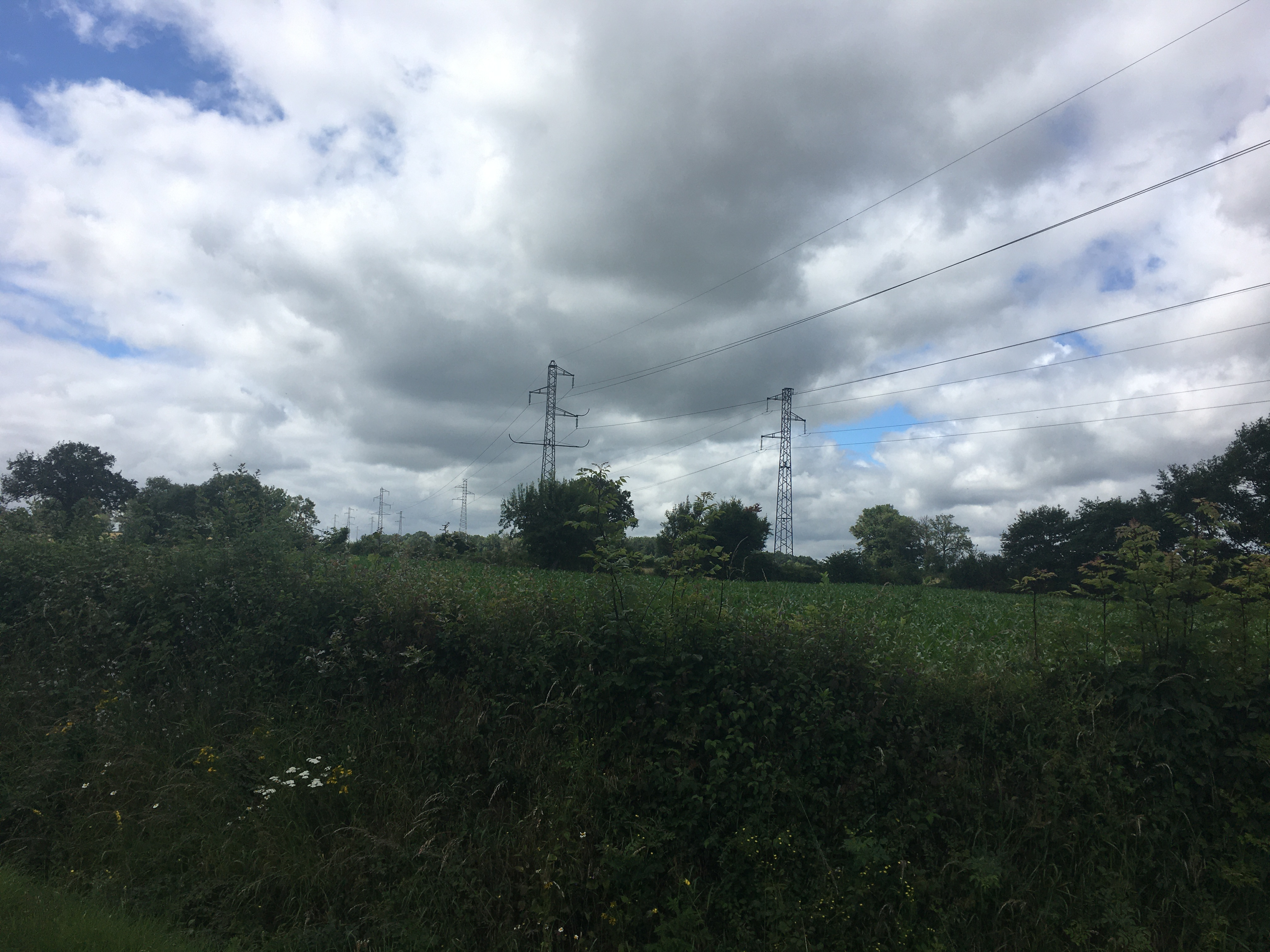
Éguzon ↔ Saint-Marcel.
Laferran ↔ Rosnay.

Incident
Le 3 septembre 2020, à 21h16, un incident se produit dans le système de commande du poste électrique d'Éguzon situé sur la commune de Cuzion,,.
Par conséquent, une protection s'est mise en place automatiquement. Toutes les lignes 225 000 V du poste d'Éguzon perdent leurs alimentations électriques ainsi que les lignes 90 000 V. Huit postes sources (Aigurande, Roussines, Éguzon, Laferran, Saint-Marcel, Lachaume, Jeu-les-Bois et Le Madron) se retrouvent hors tension, pendant 2h30, cela affecte  78 000, clients indriens au plus fort de la coupure.
Les sous-station SNCF (Les Vignes, La Ravelle, Saint-Marcel, Lothiers et Le Madron) de la ligne des Aubrais - Orléans à Montauban-Ville-Bourbon n’était plus alimentée non plus.
Les communes principales comme : Le Blanc, Argenton-sur-Creuse, La Châtre et une partie de l’agglomération de Châteauroux sont plongées dans le noir.
L'incident a affecté aussi les départements de la Haute-Vienne ( 163 000 clients), la Creuse (53 000 clients) et la Corrèze ( 2 400 clients), soit  270 000 clients.

### Distribution
L'Indre est alimenté par dix sept postes sources (90 000 V / 20 000 V) appartenant à Enedis et repartis sur seize communes. Le réseau basse tension et haute tension (HTA) est aussi exploité par Enedis, mais est la propriété du syndicat départemental d'énergies de l'Indre.
| Nom du poste source | Commune d'implantation | Mise en service | Coordonnées                      | Image |
| ------------------- | ---------------------- | --------------- | -------------------------------- | ----- |
| Aigurande           | Aigurande              | 1990            | 46° 27′ 00″ nord, 1° 49′ 38″ est |       |
| Buzançais           | Buzançais              | 1973            | 46° 53′ 29″ nord, 1° 23′ 52″ est |       |
| Châtillon-sur-Indre | Châtillon-sur-Indre    | 1982            | 46° 59′ 54″ nord, 1° 10′ 31″ est |       |
| Déols               | Déols                  | 2002            | 46° 49′ 24″ nord, 1° 44′ 07″ est |       |
| Éguzon              | Cuzion                 | 1971            | 46° 27′ 23″ nord, 1° 37′ 03″ est |       |
| Jeu-les-Bois        | Jeu-les-Bois           | 1988            | 46° 40′ 32″ nord, 1° 44′ 58″ est |       |
| Lachaume            | Montgivray             | 1974            | 46° 35′ 02″ nord, 1° 58′ 17″ est |       |
| Laferrande          | Le Blanc               | 1980            | 46° 37′ 54″ nord, 1° 02′ 24″ est |       |
| Levroux             | Levroux                | ?               | 46° 58′ 23″ nord, 1° 35′ 59″ est |       |
| Le Madron           | Châteauroux            | 1979            | 46° 48′ 02″ nord, 1° 40′ 42″ est |       |
| Mousseau            | Châteauroux            | 1973            | 46° 48′ 44″ nord, 1° 43′ 32″ est |       |
| Paudy               | Paudy                  | 2018            | 47° 01′ 29″ nord, 1° 57′ 21″ est |       |
| Reboursin           | Reboursin              | 1993            | 47° 05′ 55″ nord, 1° 49′ 10″ est |       |
| Roussines           | Roussines              | 1985            | 46° 26′ 18″ nord, 1° 21′ 22″ est |       |
| Saint-Marcel        | Saint-Marcel           | 1971            | 46° 36′ 24″ nord, 1° 29′ 58″ est |       |
| Valençay            | Valençay               | ?               | 47° 08′ 59″ nord, 1° 34′ 37″ est |       |
| Villement           | Saint-Aoustrille       | 1991            | 46° 55′ 57″ nord, 1° 57′ 48″ est |       |

Postes de distributions publiques
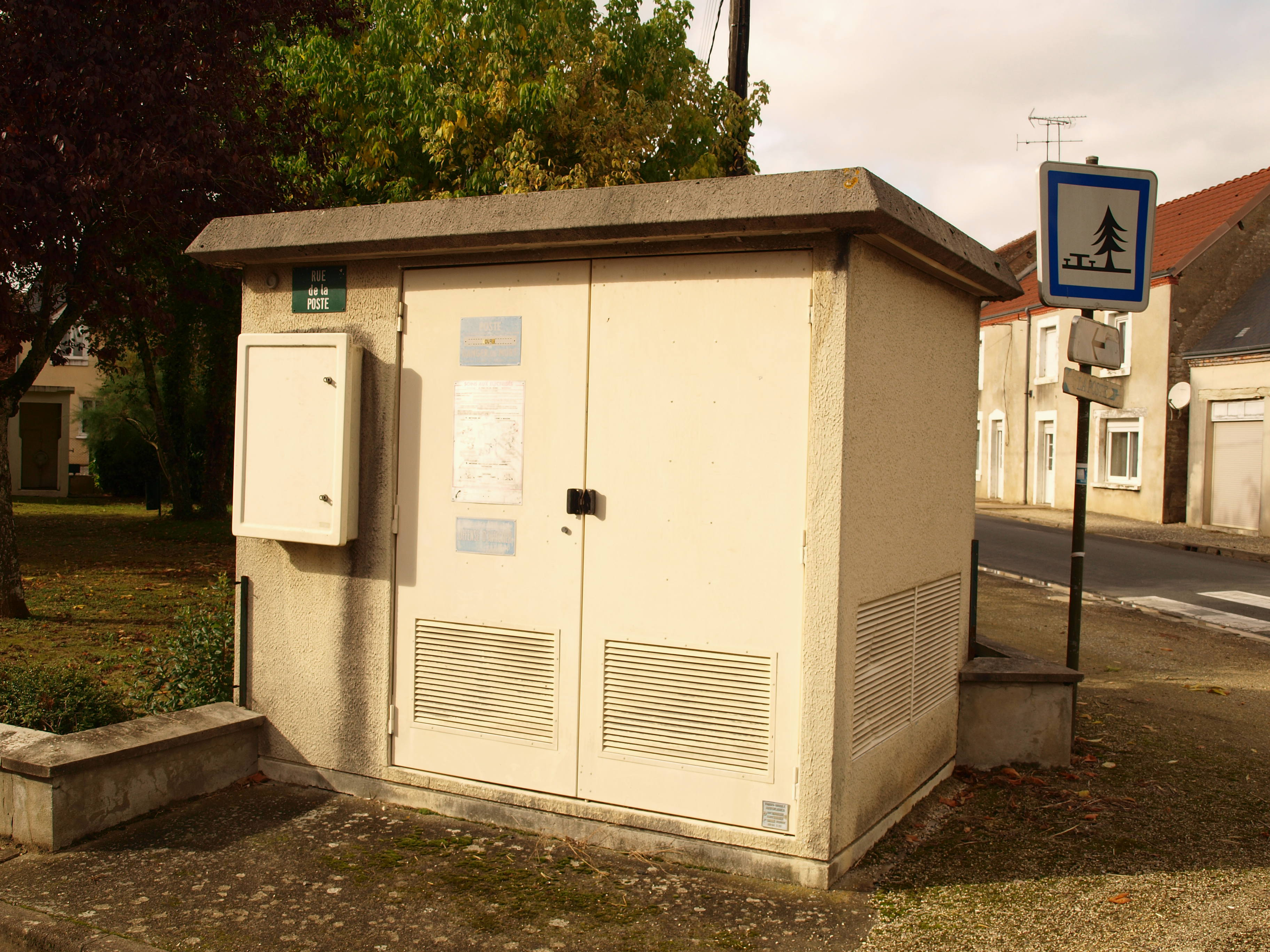
Poste UP Brion Bourg à Brion.
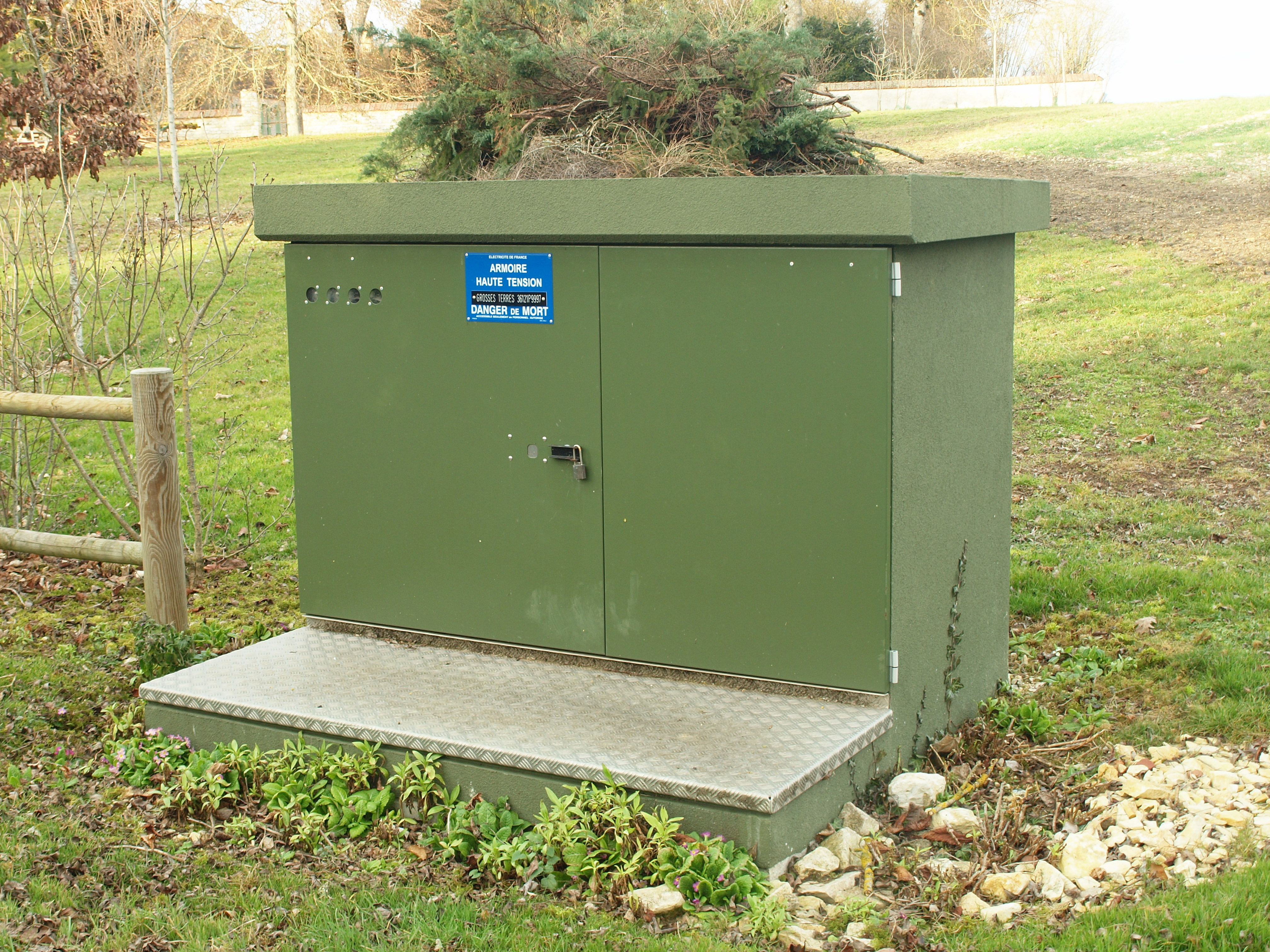
AC3M Grosses Terres à Meunet-Planches.
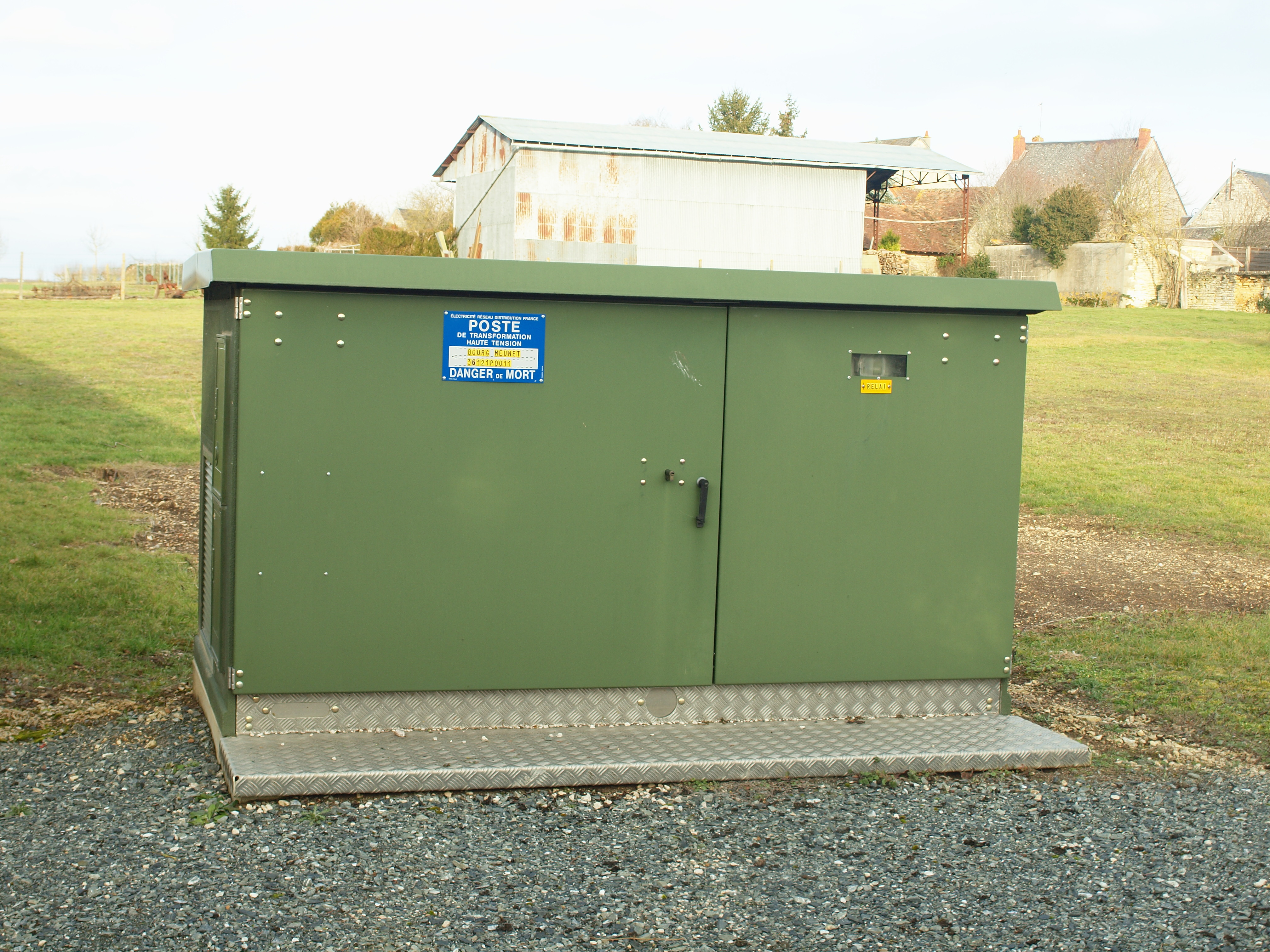
PSSB Meunet à Meunet-Planches.

Lignes aériennes HTA
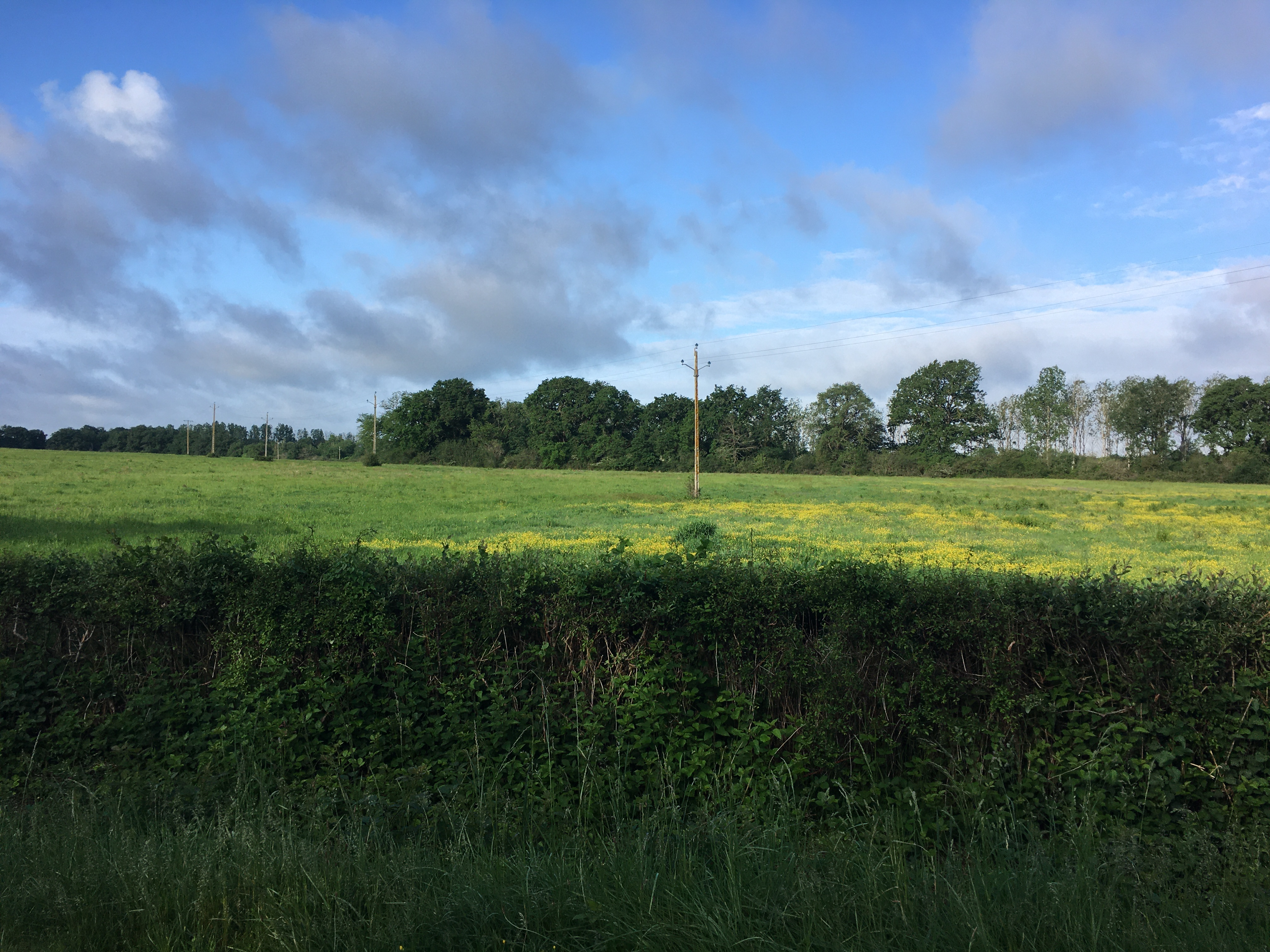
Rosnay.
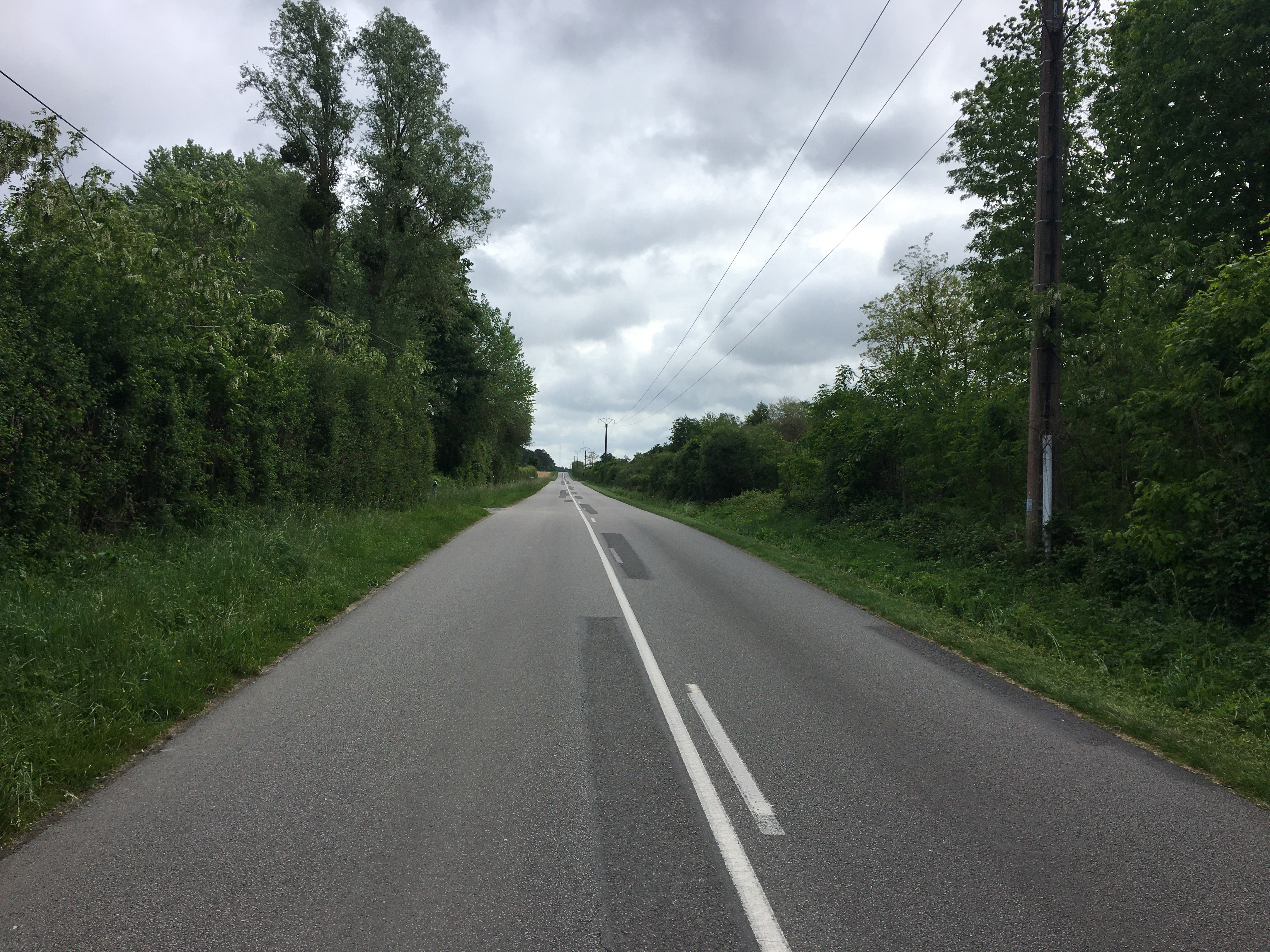
Le Blanc.
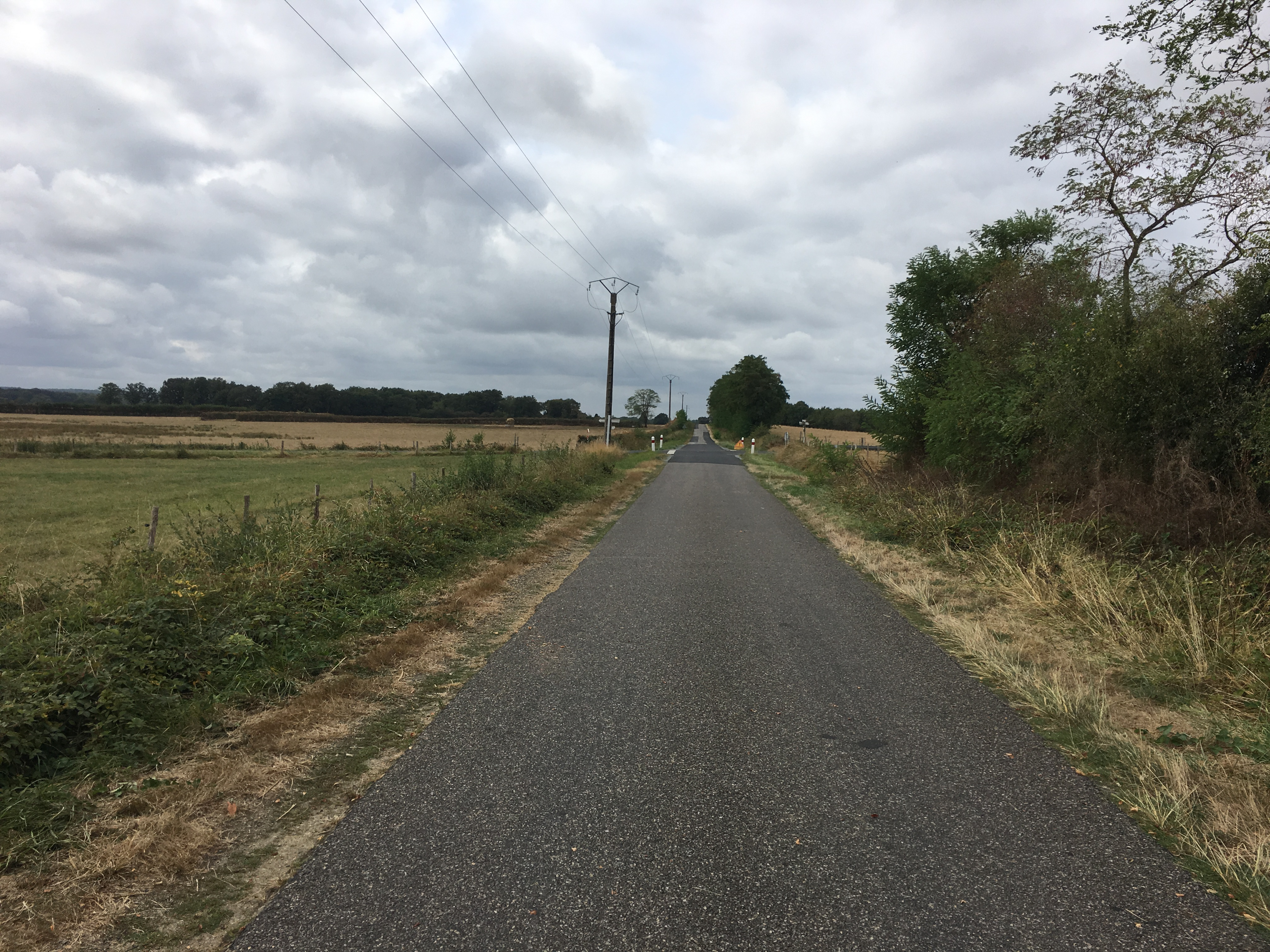
Migné.
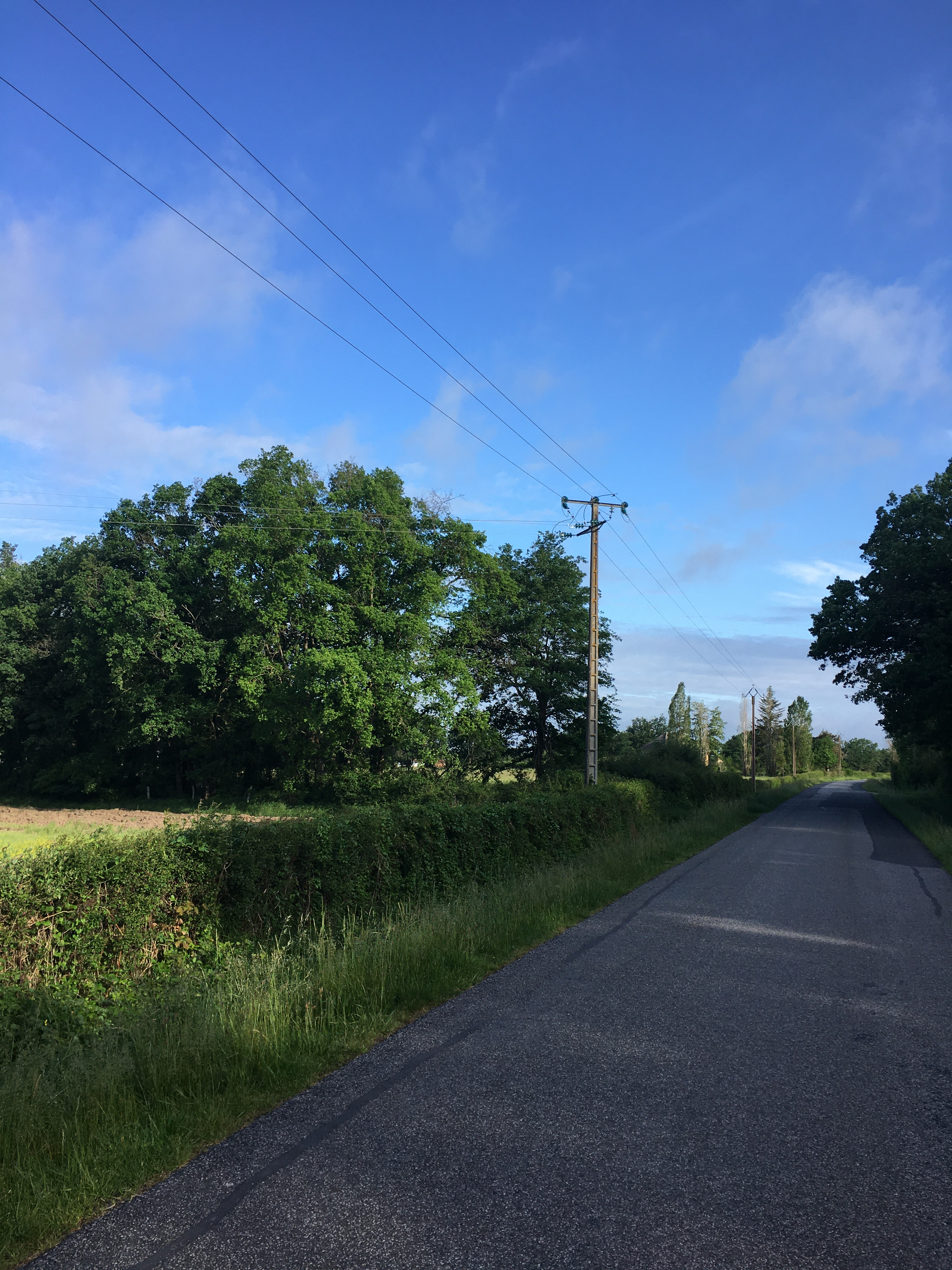
Rosnay.
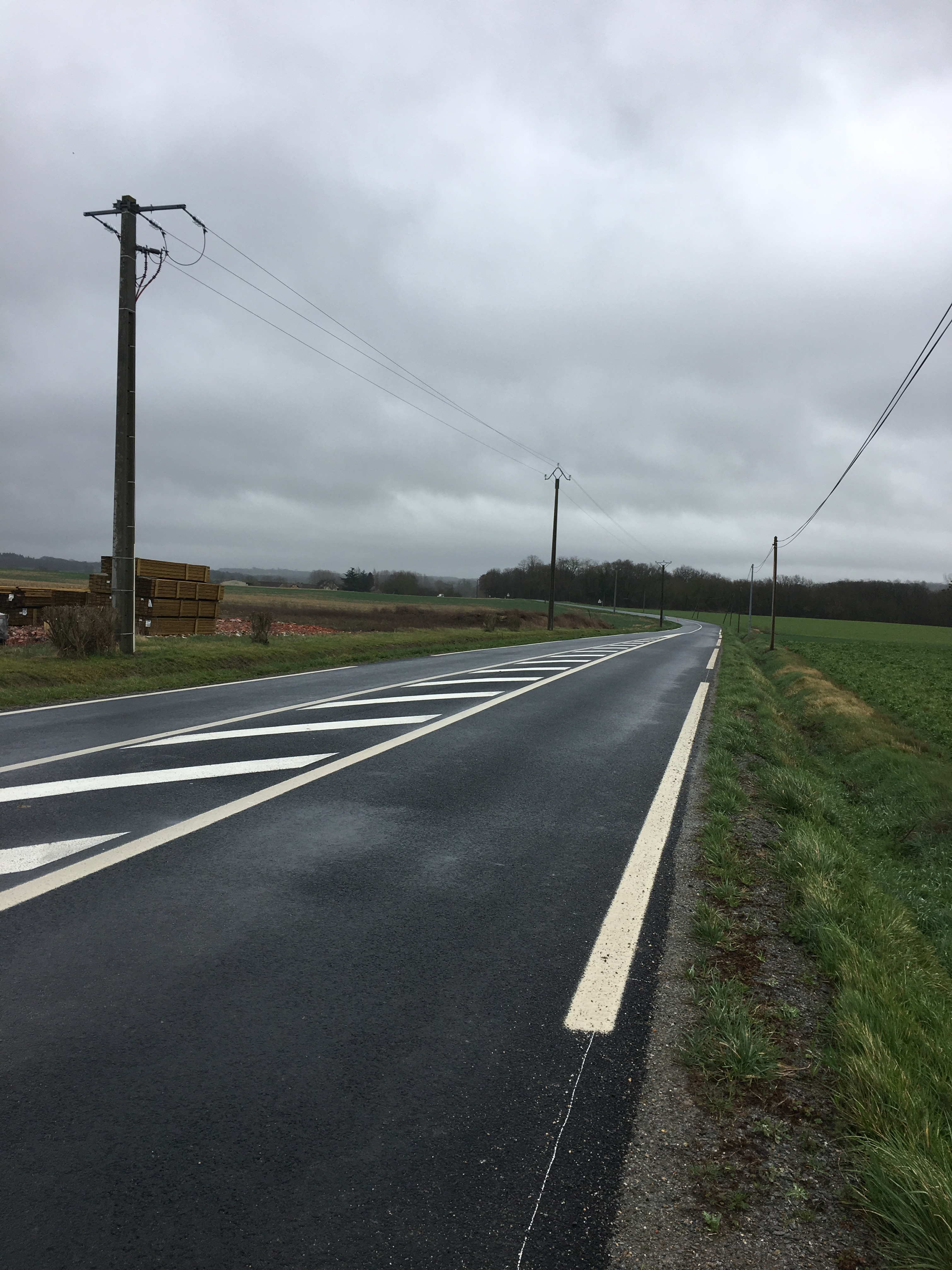
Tournon-Saint-Martin.

## Énergie gaz naturel

### Production

#### Méthanisation-biogaz
En 1er janvier 2025, 9 unités sont en service, ce qui représente 1,65 Mwc + injection 1 540 Nm3/h.
| Communes            | Nom des unités             | Puissances               | Mise en service | Injection |
| ------------------- | -------------------------- | ------------------------ | --------------- | --------- |
| Fléré-la-Rivière    | ?                          | 0,15 MWe                 | ?               | non       |
| Châtillon-sur-Indre | ?                          | 0,780 MWe                | ?               | non       |
| Saint-Maur          | Methavert Le Grand Ranchou | 22,345 GWhan (200 Nm3/h) | 30 juillet 2019 | oui       |
| Chazelet            | Agro Eco                   | 10,279 GWhan (130 Nm3/h) | 13 août 2019    | oui       |
| Montchevrier        | ?                          | 0,72 MWe                 | ?               | non       |
| Valençay            | ?                          | 110 Nm3/h                | ?               | oui       |
| Neuvy-Pailloux      | ?                          | 120 Nm3/h                | ?               | oui       |
| Luçay-le-Mâle       | ?                          | 800 Nm3/h                | ?               | oui       |
| Brion               | Brion Agroénergies         | 180 Nm3/h                | ?               | oui       |

#### Biomasse-cogénération
En mars 2020, une installation est en service à Issoudun (la Malterie) (3,9 MW).

### Transport
Le réseau de transport est exploité par NaTran et il en son propriétaire. Une station de compression se trouve à Roussines. Le réseau principal a une longueur de 280,75 km et le réseau régional a lui une longueur de 146,19 km.
Le gaz desservie dans l'Indre est de type « H » (gaz à haut pouvoir calorifique).
| Commune                         | Libélé PITD         | Code PITD |
| ------------------------------- | ------------------- | --------- |
| Ardentes                        | Ardentes            | GD0730    |
| Arthon                          | Ardentes            | GD0730    |
| Diors                           | Ardentes            | GD0730    |
| Étrechet                        | Ardentes            | GD0730    |
| Aigurande                       | Argenton-sur-Creuse | GD0736    |
| Argenton-sur-Creuse             | Argenton-sur-Creuse | GD0736    |
| Chaillac                        | Argenton-sur-Creuse | GD0736    |
| Chasseneuil                     | Argenton-sur-Creuse | GD0736    |
| Le Pêchereau                    | Argenton-sur-Creuse | GD0736    |
| Le Pont-Chrétien-Chabenet       | Argenton-sur-Creuse | GD0736    |
| Roussines                       | Argenton-sur-Creuse | GD0736    |
| Saint-Benoît-du-Sault           | Argenton-sur-Creuse | GD0736    |
| Saint-Marcel                    | Argenton-sur-Creuse | GD0736    |
| Buzançais                       | Buzançais           | GD0731    |
| Palluau-sur-Indre               | Buzançais           | GD0731    |
| Saint-Genou                     | Buzançais           | GD0731    |
| Saint-Lactencin                 | Buzançais           | GD0731    |
| Chabris                         | Chabris             | GD0698    |
| Val-Fouzon                      | Chabris             | GD0698    |
| Châteauroux                     | Châteauroux         | GD0729    |
| Coings                          | Châteauroux         | GD0729    |
| Déols                           | Châteauroux         | GD0729    |
| Levroux                         | Châteauroux         | GD0729    |
| Montierchaume                   | Châteauroux         | GD0729    |
| Le Poinçonnet                   | Châteauroux         | GD0729    |
| Saint-Maur                      | Châteauroux         | GD0729    |
| Vineuil                         | Châteauroux         | GD0729    |
| Ciron                           | Ciron               | GD0734    |
| Issoudun                        | Issoudun            | GD0727    |
| La Châtre                       | La Châtre           | GD0746    |
| Lacs                            | La Châtre           | GD0746    |
| Le Magny                        | La Châtre           | GD0746    |
| Montgivray                      | La Châtre           | GD0746    |
| Le Blanc                        | Le Blanc            | GD0733    |
| Neuvy-Pailloux                  | Neuvy-Pailloux      | GD0728    |
| Pouligny-Notre-Dame             | Pouligny-Notre-Dame | GD0745    |
| Saint-Gaultier                  | Saint-Gaultier      | GD0735    |
| Thenay                          | Saint-Gaultier      | GD0735    |
| Valençay                        | Valençay            | GD0724    |
| Villentrois-Faverolles-en-Berry | Valençay            | GD0724    |
| Niherne                         | Villedieu-sur-Indre | GD0732    |
| Villedieu-sur-Indre             | Villedieu-sur-Indre | GD0732    |

### Distribution
Le réseau de distribution est exploité par GRDF, mais ils sont la propriété du syndicat départemental d'énergies de l'Indre.